# 奥特 (姓氏)
奥特（德語：Ott）可以指：
- 尼科·奥特（德語：Niko Ott，1945年－），前德國男子賽艇運動員。
- 密爾·歐特（英語：Melvin Thomas Ott，1909年－1958年），前美國職業棒球大聯盟外野手。
- 爱丽丝·纱良·奥特（德語：Alice Sara Ott，日语：アリス＝紗良・オット，1988年－），德籍日裔鋼琴家。

|  | 本页或本分段罗列了姓氏为「奥特 (姓氏)」的人物。 如果是一个指代特定个人的内链将您引导到本页，請考慮修正該人物的名字以將链接指向正確的條目。 |